# David Mills (scénariste)
David Eugene Mills (20 novembre 1961 - 30 mars 2010) est un journaliste, écrivain et producteur de séries télévisées américain. Il a été producteur exécutif et scénariste de la minisérie HBO The Corner, pour laquelle il a remporté deux Emmy Awards, et créateur, producteur exécutif et scénariste de la minisérie NBC Le Cartel. 

## Jeunesse
Mills est né à Washington, DC. Sa famille déménage à Lanham, Maryland après que leur maison ait été détruite par un incendie. En 1979, Mills est diplômé de la DuVal Senior High School à Lanham. 

## Journalisme
Mills fréquente l'université du Maryland, où il faisait partie du personnel du Diamondback, le journal étudiant. Il y rencontre un collaborateur fréquent David Simon tout en travaillant sur The Diamondback. Alors qu'il est étudiant, Mills publie This Magazine, un tabloïd qui échoue après trois éditions. Plus tard, lui et un groupe de ses amis publient Uncut Funk, un magazine axé sur la musique de George Clinton et Parliament-Funkadelic. 
Après avoir obtenu son diplôme, Mills devient un rédacteur pour le Wall Street Journal, le Washington Times et le Washington Post. Parmi les nombreux articles qu'il a écrits, Mills a produit un certain nombre d'entrevues controversées de célébrités. 

### Professor Griff
En 1989, Mills interviewe Professor Griff, membre du groupe de hip-hop Public Enemy, pour le Washington Times. Au cours de l'entretien, Griff fait un certain nombre de remarques antisémites, conduisant à des critiques du groupe,.  

### Sister Souljah
Mills s'est entretenu avec la militante et rappeuse Sister Souljah en 1992 pour le Washington Post . Au cours de l'entretien, ils abordent le sujet des émeutes raciales qui avaient eu lieu des semaines plus tôt à Los Angeles après qu'un jury à majorité blanche ait acquitté quatre policiers qui avaient été filmés en battant un automobiliste noir nommé Rodney King à la suite d'une course-poursuite. Soulaj justifie alors les violences, ce qui fera polémique,.     

## Télévision

### Homicide
En 1993, Mills écrit le scénario d'un épisode de Homicide. La série est adaptée du livre Baltimore, de David Simon, ami de Mills. Simon est également producteur de la série,.  
Mills écrit deux autres épisodes pour Homicide, en 1995 et 1998. 

### NYPB
David Milch, le co-créateur de New York Police Blues, embauche David Mills comme scénariste pour NYPD Blue. 
Il écrit neuf épisodes de la série entre 1995 et 1997. 

### Urgences
Entre 1997 et 1999, Mills écrit quatre épisodes d'Urgences. On lui attribue la création du personnage de « Rocket » Romano.

### The Corner
En 1999, David Simon est invité à adapter son livre The Corner: A Year in the Life of Inner-City Neighbourhood en une mini-série pour HBO. Simon appelle Mills pour co-écrire et coproduire la mini-série en six parties, également appelée The Corner. Le programme est acclamé par la critique et reçoit trois Primetime Emmys.    

### Sur écoute
En 2006, Mills retrouve David Simon au sein de l'équipe de rédaction de Sur écoute. Il rejoint l'équipe de la quatrième saison en tant que scénariste. Il écrit le téléplay pour " Soft Eyes " avec le producteur Ed Burns. Mills et l'équipe de rédaction remportent le prix Writers Guild of America (WGA) de la meilleure série dramatique en 2008 et le prix Edgar 2007 du meilleur long métrage télévisé pour leur travail sur la quatrième saison,. 
Il revient en tant que scénariste pour la cinquième saison en 2008 et écrit l'épisode " React Quotes ". Mills et l'équipe de rédaction sont nominés pour le prix WGA de la meilleure série dramatique en 2009, mais Mad Men remporte le prix. 

### Treme
Mills collabore avec David Simon sur Treme, encore sur HBO en avril 2010. Le dernier épisode de la première saison de l'émission lui est dédié. 

## Livre
En 1998, Mills et certains de ses collègues auteurs d'Uncut Funk éditent diverses interviews qu'ils avaient menées avec des membres de P-Funk au fil des ans. Le livre qui en résulte, George Clinton and P-Funk: An Oral History, est publié dans le cadre de la série For the Record, éditée par le critique musical Dave Marsh (en). 

## Mort
David Mills meurt d'un anévrisme cérébral le 30 mars 2010 au Tulane Medical Center (en) de La Nouvelle-Orléans, en Louisiane, douze jours avant la première de Treme,,,.   
Deux semaines après sa mort, 80 membres de la distribution et de l'équipe de la série consacrent un arbre au City Park de la Nouvelle-Orléans à la mémoire de Mills,,. 

## Récompenses
| Année | Prix                                | Catégorie                                       | Œuvre                             | Résultat   | Remarques |
| ----- | ----------------------------------- | ----------------------------------------------- | --------------------------------- | ---------- | --- |
| 2009  | Prix Writers Guild of America (WGA) | Outstanding Dramatic Series                     | Sur écoute saison 5               | Nomination | Partagé avec Ed Burns, Chris Collins, Dennis Lehane, David Mills, George Pelecanos, Richard Price, David Simon et William F.Zorzi                                                     |
| 2008  | Prix Writers Guild of America (WGA) | Outstanding Dramatic Series                     | Sur écoute saison 4               | Nomination | Partagé avec Ed Burns, Chris Collins, Kia Corthron, Dennis Lehane, Eric Overmyer, George Pelecanos, Richard Price, David Simon et William F.Zorzi                                     |
| 2007  | Prix Edgar                          | Best Television Feature/Mini-Series Teleplay    | Sur écoute saison 4               | Lauréat    | Partagé avec Ed Burns, Kia Corthron, Dennis Lehane, Eric Overmyer, George Pelecanos, Richard Price, David Simon et William F.Zorzi                                                    |
| 2000  | Prix Emmy                           | Outstanding Miniseries                          | The Corner                        | Lauréat    | Partagé avec Robert F. Colesberry, Nina K. Noble et David Simon |
| 2000  | Prix Emmy                           | Outstanding Writing for a Miniseries or a Movie | The Corner                        | Lauréat    | Partagé avec David Simon |
| 1999  | Prix WGA                            | Episodic Drama                                  | Homicide: "Finnegan's Wake"       | Nomination | Partagé avec David Simon et James Yoshimura |
| 1998  | Prix Emmy                           | Outstanding Drama Series                        | Urgences                          | Nomination | Partagé avec Penny Adams, Neal Baer, Christopher Chulack, Michael Crichton, Carol Flint, Lance Gentile, Walon Green, Jack Orman, Tom Park, Wendy Spence, John Wells et Lydia Woodward |
| 1997  | Prix Emmy                           | Outstanding Drama Series                        | NY Police Blues                   | Nomination | Partagé avec Steven Bochco, Bill Clark, Steven DePaul, Robert J.Doherty, David Milch, Theresa Rebeck, Michael M. Robin, Mark Tinker et Michael W. Watkins                             |
| 1997  | Prix Emmy                           | Outstanding Writing for a Drama Series          | NY Police Blues                   | Nomination | |
| 1997  | Prix Humanitas                      | 60 minute category                              | NY Police Blues                   | Lauréat    | |
| 1996  | Prix Emmy                           | Outstanding Writing for a Drama Series          | NY Police Blues                   | Nomination | Partagé avec William L. Morris |
| 1995  | Prix WGA                            | Episodic Drama                                  | Homicide : "Bop Gun"              | Lauréat    | Partagé avec David Simon |
| 1992  | Prix Pulitzer                       |                                                 | Articles pour The Washington Post | Nomination | |